# Dakota-Arm River (circonscription saskatchewanaise)
Pour les articles homonymes, voir Dakota et Arm River.
Circonscription électorale provinciale du Canada
Dakota-Arm River est une circonscription provinciale de la Saskatchewan représentée à l'Assemblée législative de la Saskatchewan depuis 2024.

## Géographie
En 2024, la circonscription d'Arm River perd des territoires au profit de Lumsden-Morse, Humboldt-Watrous, Kelvington-Wadena et Last Mountain-Touchwood.
La nouvelle circonscription inclut les communautés de Furdale (en), Casa Rio (en), Beaver Creek (en), Dundurn, Shields (en), Thode (en), Hanley, Outlook, Broderick, Glenside (en), Hawarden (en), Kenaston (en), Cutbank (en), Strongfield (en), Loreburn (en), Bladworth, Davidson, Imperial, Etters Beach, Stalwart (en), Girvin (en), Liberty (en), Penzance (en), Craik, Elbow, Mitusinne (en), Aylesbury, Holdfast (en), Sarnia Beach (en), Chamberlain (en), Wee Too Beach (en), Alice Beach, Grandview Beach (en), Dilke, Findlater, North Grove (en), South Lake (en) et Bethune, les municipalités rurales de Dufferin No 190 (en), Sarnia No 221 (en), Craik No 222 (en), Huron No 223 (en), Arm River No 252 (en), Willner No 253 (en), Loreburn No 254 (en), McCraney No 282 (en), Rosedale No 283 (en), Rudy No 284 (en) et Dundurn No 314 (en), ainsi que les parcs provinciaux de Buffalo Pound, Douglas et de Danielson.

## Liste des députés
| Législature                                                                        | Années                                                                             | Député                                                                             | Député                                                                             | Parti                                                                              |
| Dakota-Arm River Circonscription issue d'Arm River et Saskatoon Stonebridge-Dakota | Dakota-Arm River Circonscription issue d'Arm River et Saskatoon Stonebridge-Dakota | Dakota-Arm River Circonscription issue d'Arm River et Saskatoon Stonebridge-Dakota | Dakota-Arm River Circonscription issue d'Arm River et Saskatoon Stonebridge-Dakota | Dakota-Arm River Circonscription issue d'Arm River et Saskatoon Stonebridge-Dakota |
| ---------------------------------------------------------------------------------- | ---------------------------------------------------------------------------------- | ---------------------------------------------------------------------------------- | ---------------------------------------------------------------------------------- | ---------------------------------------------------------------------------------- |
| 30e                                                                                | 2024–en cours                                                                      |                                                                                    | Barret Kropf                                                                       | Saskatchewanais                                                                    |